# Meister des Stauffenberger Altars

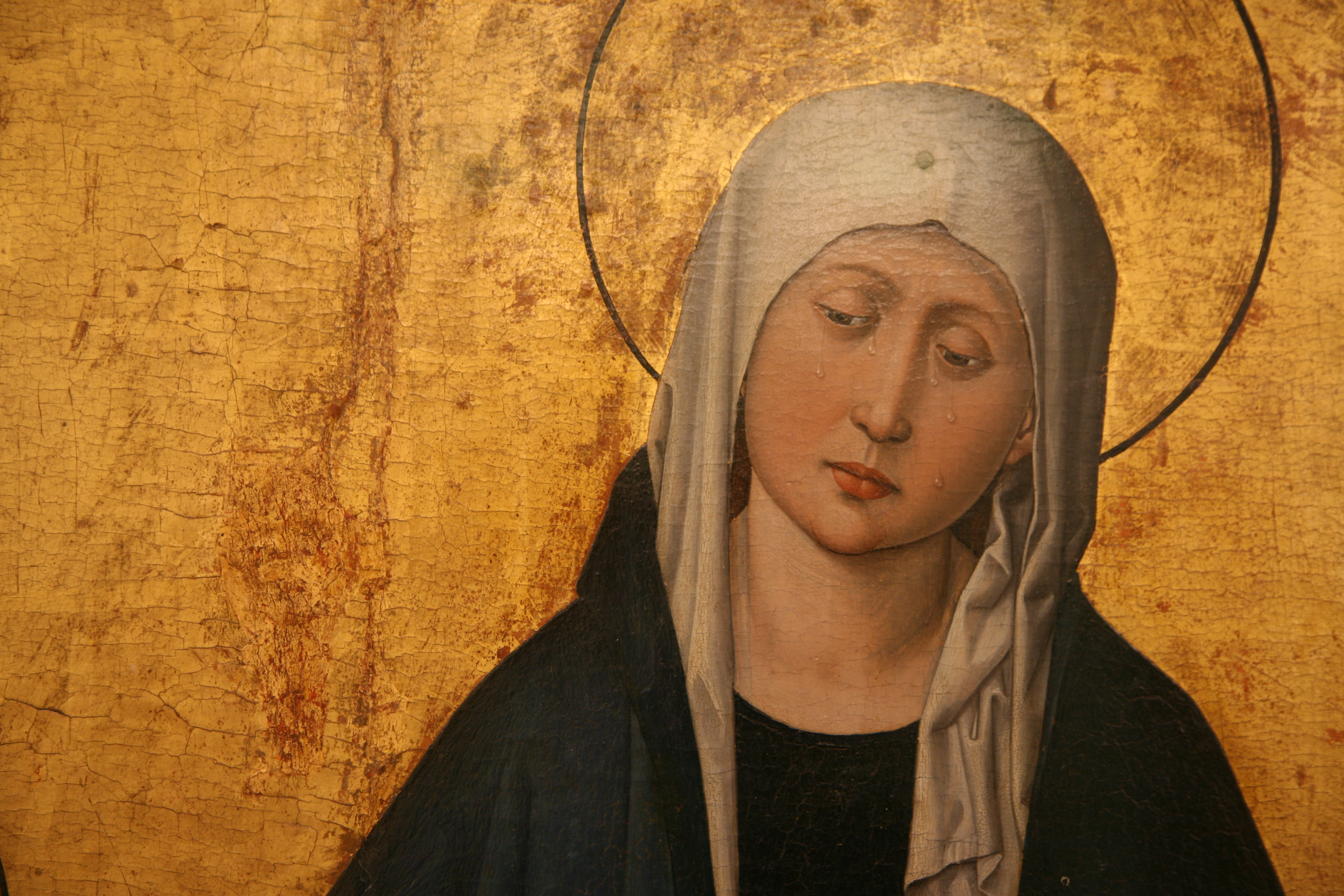
Stauffenberger Altar: Pieta (Detail), Oberrhein um 1460

Als Meister des Stauffenberger Altars (fr. Maître du retable de Stauffenberger) wird ein gotischer Maler bezeichnet, der in der Mitte des  15. Jahrhunderts am Oberrhein tätig war. Der namentlich nicht bekannte Künstler hatte wahrscheinlich in Straßburg seine Werkstatt und erhielt seinen Notnamen nach dem von ihm geschaffenen sogenannten Stauffenberger Altar. Stilistisch ist er ein Vertreter der durch die  Internationale Gotik beeinflussten Malerei, einer neuen Strömung im Mittelalter, die sich auch und vor allem am Oberrhein entwickelt hatte. Das Werk des Meisters gilt als beachtenswertes Beispiel dieses Stils und zeigt Ähnlichkeiten zu dem Martin Schongauers.

## Der Stauffenberger Altar
Der vom Meister des Stauffenberger Altars geschaffene dreiflügelige Altar stand bis 1794 in der Kirche der Antoniter von Isenheim. Er wurde vom Vogt von Ruffach, Hans Erhard Bock von Stauffenberg mit seiner Ehefrau Anette von Oberkirchen gestiftet. Das Stifterehepaar ist auf der Außenseite dargestellt und durch sein Wappen identifiziert. Nach Urkunden zu ihrer Heirat kann der Altar zwischen 1454 und 1460 datiert werden. 
Der Altar zeigt im geschlossenen Zustand Johannes und Maria unter dem Kreuz und im offenen im Mittelteil die Beweinung Christi, auf dem linken Flügelbild die  Verkündigung und rechts die Geburt Christi. Alle Bilder sind auf goldenem Grund und ohne Hintergrundbilder gemalt.
Der Stauffenberger Altar befindet sich heute im Unterlinden-Museum in Colmar. 

## Stilistische Einordnung
Das Werk des Meister des Stauffenberger Altars zeigt in Gesten, Faltenwurf und Linienführung die typische, weiche Eleganz der Internationalen Gotik. Auch steht es unter dem Einfluss von Flandern, wie beispielsweise der Malerei des  Rogier van der Weyden, dessen Malweise der Verkündigungsengel am Stauffenberger Altar besonders nahestehen soll. Die Beziehung zur Kunst Flanders zeigt, dass in der Epoche des Meisters Maler oft in Lehrzeit und wegen Aufträge reisten und sich so vermutlich innerhalb des weiteren Reiches künstlerische Neuerungen verbreiten konnten. Aufträge kamen in der Zeit des  Meisters vor allem für Bilder zur Marien- und Heilgenehrung und der Stauffenberger Altar ist ein typisches Beispiel.
Trotz externer Einflüsse folgt der Meister des Stauffenberger Altars einem regional einheitlichen Stil im Elsass, damals auf der Achse Prag–Paris ein wirtschaftlich florierender Teil des Heiligen Römischen Reiches deutscher Nation. Der Stil ist auch schon von bedeutenden Vorgängern  und Vertretern der oberrheinischen Malerei der Spätgotik wie Hans Hirtz in Straßburg, von dem ebenfalls in Strassburg zu findenden Jost Haller, Caspar Isenmann in Colmar sowie auch von Konrad Witz in Basel begonnen worden und dann  später im Werk von Martin Schongauer aus Colmar fortgesetzt worden. 
Es wurde versucht, die Bilder des Meisters des Stauffenberger Altars als Frühwerk von Schongauer zu identifizieren, jedoch wird er meist als eigenständige Persönlichkeit gesehen. Auch wurde vorgeschlagen, er sei der Lehrmeister Schongauers gewesen.

## Ikonographie
Die Darstellungsweise des Meisters des Stauffenberger Altars ist sehr realistisch. Sie nimmt aktiv Anteil am Geschehen. So zeigt das ungefähr 1,3 bei 1 Meter große Bild des Mittelteils des Stauffenberger Altars in offenem Zustand eine lebensnahe  Pietà, Maria, die Mutter Jesu in zarter Silhouette in deutlicher Trauer, Schmerz und Tränen. Umgeben ist sie auf den rechten und linken Flügelbildern von Verkündigung und Geburt Christi, also den Ereignissen, die ihren Schmerzen vorausgehen und dem Betrachter im Mittelalter die Bedeutung der christlichen Heilserwartung im Angesicht des Todes nahebringen sollten. Die Erzählweise des Meisters ist dabei verhalten und lyrisch.